# Train Turbo (United Aircraft Corporation)
Pour les articles homonymes, voir Turbo.
Ne doit pas être confondu avec Turbotrain.
Le Train Turbo produit par la compagnie United Aircraft Corporation est un train à grande vitesse construit durant les années 1960 pour utilisation en Amérique du Nord. Il fut mis en service en 1968 et servit au Canada jusqu'en 1982 alors qu'aux États-Unis on le retira de la circulation en 1976 mais il resta dans l'inventaire d'Amtrak jusqu'en 1980. C'était le premier train à locomotive à turbine à gaz-électrique utilisé pour le transport passager en Amérique du Nord, ainsi que le premier train pendulaire sur ce continent.

## Description
Les plans originaux ont été faits pour le Chesapeake and Ohio Railway durant les années 1950. Originellement, la rame n'était pas mû par une motrice à turbine mais comportait plusieurs innovations pour un train à haute vitesse comme une suspension pendulaire pour permettre aux voitures de s'incliner dans les courbes et d'atténuer la force centrifuge, des motrices à chaque extrémité du train et un arrimage spécial permettant d'unir plusieurs rames afin de former des trains plus longs. 

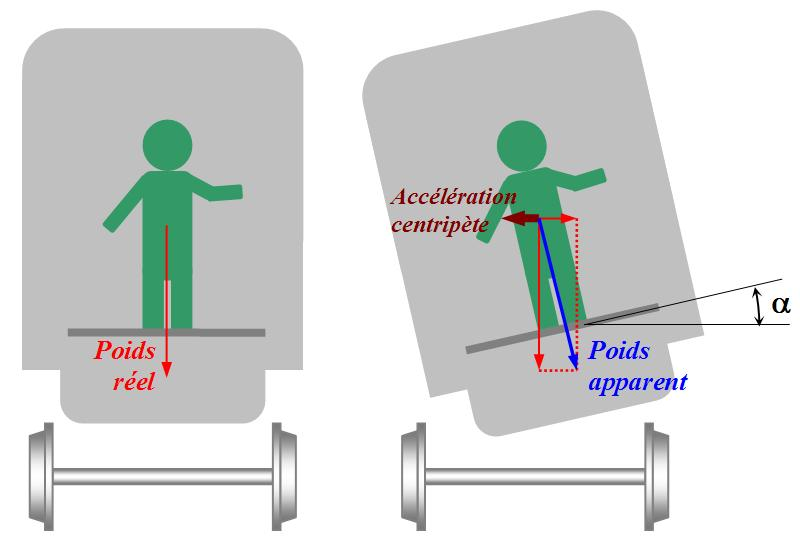
Schéma de l'Effet pendulaire

Le système pendulaire reposait sur une suspension en A de la caisse sur les bogies à chaque extrémité des remorques. En abordant une courbe, la remorque fait une rotation par rapport à la pointe du A et le plancher se retrouve à angle avec l'horizontale mais perpendiculaire avec la force combinée de la gravité terrestre et celle centrifuge. Les remorques et motrices du Train Turbo étaient 75 cm plus basses que les voitures conventionnelles afin d'abaisser le centre de gravité par rapport à l'axe de rotation et elles étaient montées sur des suspensions à air comprimé pour amoindrir les mouvements. 
Les voitures étaient équipées de bogie Jacobs ce qui veut dire qu'un bogie était commun à deux remorques adjacentes. Le bogie, à un seul essieu, était stabilisé dans les courbes grâce à un système à ressorts breveté. Un tel arrangement voulait dire que les rames étaient insécables car ajouter une remorque nécessitait un long travail d'ajustement. Le moyen de contourner ce problème fut de munir la motrice de queue d'un système d'arrimage mâle-femelle avec une motrice de tête, le tout permettant de joindre deux rames de trains ou plus, bout-à-bout. Le lien, fait d'un corridor flexible, permettait  au personnel et aux passagers de passer d'une rame à l'autre.
Les brevets pour ce concept furent adaptés par United Aircraft selon les spécifications du ministère des transports américains pour le prototype de démonstration dans le corridor Boston-Washington. UA garda la plupart des plans originaux mais changea les locomotives diesel-électriques pour des locomotives à turbine à gaz utilisant des versions modifiées des turbines PT-6 de Pratt & Whitney, les ST-6 (pour Turbine Stationnaire). Leur puissance était de 400 à 500 chevaux-vapeur et elles produisaient de l'électricité grâce à une transmission hydraulique reliée à un alternateur. Un capteur électrique permettait de se brancher sur un troisième rail électrifié afin de manœuvrer dans les tunnels, comme ceux de Grand Central Station et Penn Station de New York, afin de ne pas utiliser la turbine dans des lieux clos où mal ventilés. 
La turbine était beaucoup plus petite et plus légère (135 kg) qu'un diesel de puissance équivalente ce qui donnait des motrices très compactes. On garda cependant des locomotives légèrement plus longues que les remorques de passagers, la moitié avant contenait la turbine et ses contrôles et elle était surmontée d'un dôme pour le conducteur et des passagers. La moitié arrière était occupée par des sièges comme dans une voiture normale.

## Production et usagers

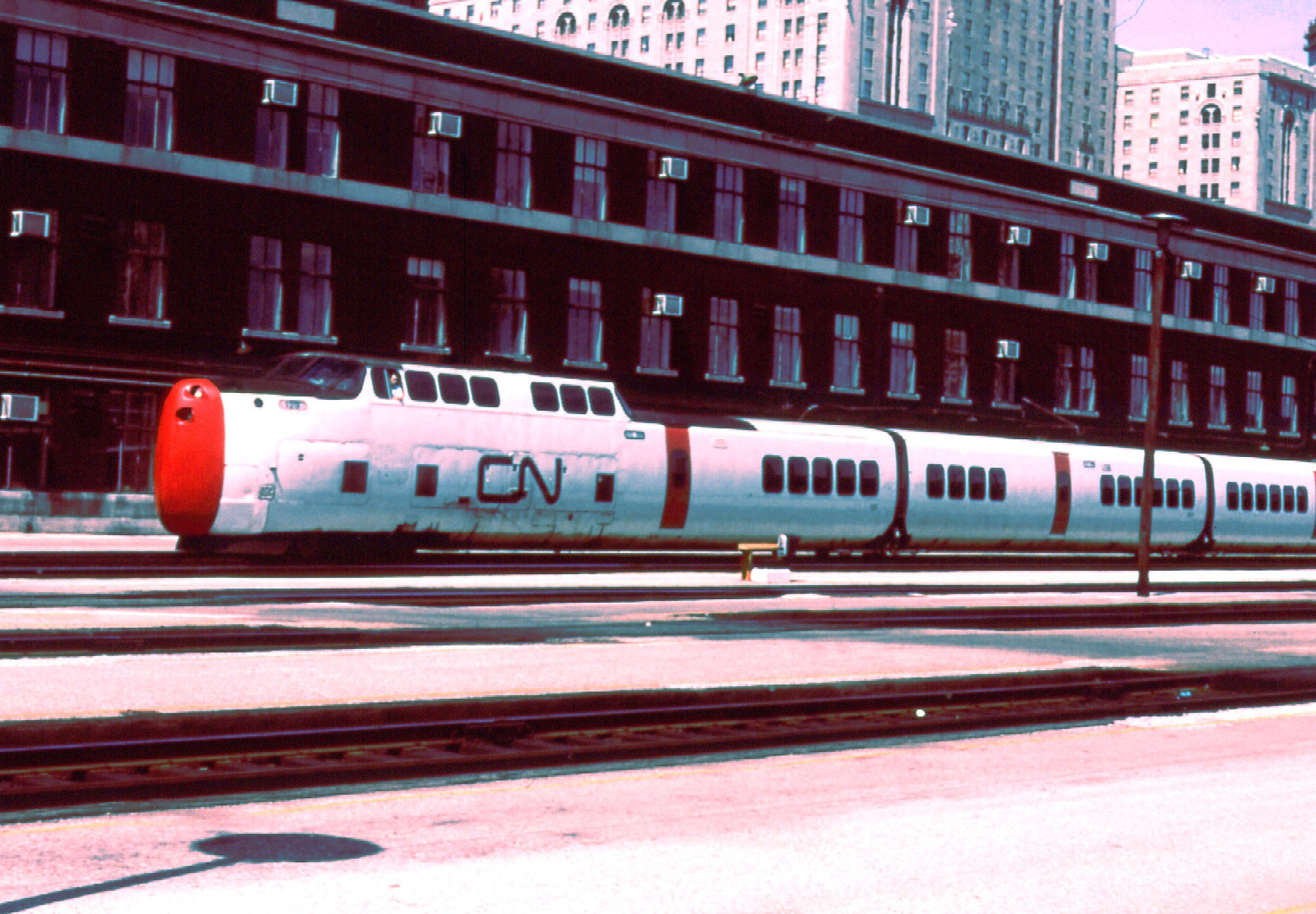
Train Turbo du Canadien National à Toronto

En mai 1966, le Canadien National commanda cinq Trains Turbo, de sept voitures chacun, pour la ligne entre Montréal et Toronto. Le CN pensait composer des rames en tandem où UM, pour obtenir des trains de quatorze remorques pouvant transporter 644 passagers. La première démonstration eut lieu en décembre 1968 avec James A. Abbey de Toronto, Ontario, aux commandes. La presse et les médias invités à bord composaient le voyage mais malheureusement pour la rame, un accident avec un camion à un passage à niveau, près de Kingston (Ontario), vint ternir l'événement. Heureusement, le train resta sur les rails. Des essais en janvier 1969 montrèrent des problèmes avec les freins qui gelaient, dans les conditions du rude hiver canadien, ce qui remit en question la fiabilité du train pour un certain temps.
Les Trains Turbo entrèrent en service pour le ministère de transport américain (Department of Transportation ou DOT) en 1968. Amtrak les utilisa sur la ligne Boston - New York avec une configuration de trois remorques et deux motrices. Ces derniers fut allongés à cinq remorques en 1972. Les Turbos roulèrent à des vitesses de 160 km/h en service régulier, mais une rame de trois remorques avec 2 motrices atteignit 275 km/h sur une ligne d'essais du DOT entre Trenton (New Jersey) et New Brunswick (New Jersey) le 20 décembre 1967. Cette vitesse est encore le record absolu pour un train nord-américain, malgré un essai du train Acela de le dépasser.
En cours de construction en 1971, le CN demanda de transformer les cinq rames de sept remorques en trois de neuf. Les motrices et remorques restantes furent vendues à Amtrak, comme deux rames de quatre voitures avec motrices, mais la compagnie ne prit livraison que d'une seule à la suite de la collision de l'autre rame avec un train de marchandises, lors d'un test en 1973. Les trains canadiens furent construits chez Montreal Locomotive Works et les turbines furent fournies par Pratt & Whitney Canada de Longueuil (Québec), qui était alors une filiale de United Aircraft.  
Les rames commandées par le CN arrivèrent tard en 1973. Le CN fit une grande campagne de publicité vantant son « Turbo » qui pouvait rallier Montréal à Toronto en 3 heures et 59 minutes, avec arrêts à Dorval au Québec, Kingston et Guildwood en Ontario. En 1978, Via Rail Canada prit le relais du transport ferroviaire pour passagers au Canada et hérita des « Turbos ». Via les retira finalement du service le 31 octobre 1982 pour les remplacer par les rames de train LRC. Selon les statistiques du CN et Via, les Trains Turbo ont été disponibles 97 % du temps et un « Turbo » a atteint 226 km/h en 1976.

## Épilogue
Les rames Turbo ont été victimes de la baisse du nombre de voyageurs par train en Amérique du Nord et par les chocs pétroliers des années 1970. Leur coût d'exploitation devenu prohibitif par rapport aux locomotives diesel et leur niveau de bruit était également un problème. Cependant, au début des années 2000, Bombardier Transport est revenu avec l'idée d'une locomotive à turbine, le JetTrain, qui bénéficiait des améliorations dans le domaine aéronautique quant à la consommation et au bruit. Ce dernier peut atteindre maintenant des vitesses de 240 km/h, comparables à celles du TGV sur ligne classique (limité à 160, 200 ou 220 km/h selon les lignes concernées), mais ne nécessite pas la construction de lignes dédiées et électrifiées. Jusqu'à présent, aucune commande n'a été passée au constructeur, même si le transport par train reprend de la vigueur. Seul l'avenir dira si le concept peut renaître.